# Nosipho Dumisa
Pour l’article homonyme, voir Dumisa Ngobe.
Nosipho Dumisa, née en 1988 à Durban (Afrique du Sud) est une réalisatrice sud-africaine.

## Biographie
Nosipho Dumisa naît en 1988 à Durban, en Afrique du Sud,. À 17 ans, Elle déménage au Cap, pour étudier le cinéma à l’AFDA (en).
En 2009, elle co-fonde la société de production Gambit Films avec d’autres réalisateurs et réalisatrices d’Afrique du Sud. Elle produit ensuite de nombreux téléfilms et publicités ainsi qu’un feuilleton populaire local, Suidooster,.
En 2014, elle réalise son premier film, le court métrage Nommer 37 (« Numéro 37 » en afrikaans). Le film est très bien accueilli par la critique, ce qui lui permet de l’adapter en long métrage en 2018. Ce dernier est sélectionné pour avoir sa première mondiale au festival américain South by Southwest (SXSW) en 2018 ; c’est la première fois en plus de dix ans qu’une production entièrement sud-africaine fait partie de cette sélection. Il est également sélectionné pour représenter l’Afrique du Sud à la 18e édition du Festival international du film fantastique de Neuchâtel en Suisse, du 6 au 14 juillet 2018.
En 2019, elle réalise la saison 1 de la série Blood & Water, diffusée sur Netflix en 2020.

## Filmographie

### Cinéma
- 2014 : Nommer 37 (court métrage)
- 2018 : Number 37

### Télévision
- 2020 : Blood & Water

## Récompenses et nominations
| Année | Prix                                         | Catégorie                                       | Œuvre nommée | Résultat   |
| ----- | -------------------------------------------- | ----------------------------------------------- | ------------ | ---------- |
| 2013  | Durban International Film Festival           | « Produire au Sud - Festival des 3 Continents » | The Bill     | Lauréate   |
| 2016  | South African Film and Television Awards     | Meilleur court métrage                          | Nommer 37    | Lauréate   |
| 2018  | Razor Reel Fantastic Film Festival de Bruges | Prix du jury                                    | Number 37    | Lauréate   |
| 2018  | FanTasia                                     | Meilleur réalisateur                            | Number 37    | Lauréate   |
| 2018  | South by Southwest (SXSW)                    | Gamechanger Award                               | Number 37    | Nomination |
| 2019  | South African Film and Television Awards     | Meilleur scénario                               | Number 37    | Nomination |